# A Messenger, Nothing More
A messenger, nothing more es el 89.º episodio de la serie de televisión norteamericana Gilmore Girls.

## Resumen del episodio
Luke se demora ayudando a su hermana y a su cuñado en la administración de su puesto en la feria, por lo que aún no puede volver a Stars Hollow, pero a Liz le agrada saber que al fin su hermano está saliendo con Lorelai. Emily y Rory llegan a Roma, último destino de su largo viaje por Europa; Lorelai se encuentra bastante estresada por el trabajo que le está dando el Dragonfly recientemente inaugurado, y por recomendación de Sookie, decide tomarse un ligero descanso. Después, Rory llama a su madre para disculparse por su actitud y por lo que hizo; además le pide que le dé personalmente a Dean una carta, ya que no puede enviársela a su casa. Dean inunda a Lorelai de preguntas sobre Rory mientras recibe la carta, y Lane sospecha que le está gustando Zach. Mientras Michel debe jugar con dos niños que lo vuelven loco, Lorelai y Sookie pasan por la casa de Dean y ven que Lindsay le está arrojando sus cosas. Cuando Rory vuelve a casa, oye las noticias de Dean y se produce un encuentro cuando la madre de Lindsay echa la culpa a Rory por lo ocurrido. Finalmente, cuando Luke regresa al pueblo, intenta verse con Lorelai, pero un desfile los interrumpe, y Rory va donde Dean, pero él está muy dolido aún por lo sucedido.

## Curiosidades
- Luke le dice a Liz que si recuerda los pendientes que le compró, pero en realidad ella se los regaló a él.

- Datos: Q5654158